# 鼠 (小説)
鼠（ねずみ）は、村上春樹の長編小説『僕と鼠もの』(鼠三部作) シリーズに登場する「僕」の友人。

## 解説
大学に入った三年前の春に「僕」と知り合う。何故知り合ったのか記憶にないが、「僕」は朝4時過ぎに泥酔して鼠の黒塗りのフィアット600に乗り合わせ、時速80kmで公園の石柱にぶつかり、車は大破するが2人とも怪我ひとつしなかった。
金持ちの境遇に我慢できず逃げ出したがっている。大学を中退し、「ジェイズ・バー」に通い、1970年の一夏中かけて「僕」と二人で25メートル・プール一杯分のビールを飲み干し、床いっぱいに5センチの厚さにピーナツの殻をまきちらした。セックス・シーンがなく、登場人物は誰一人として死なない小説を書こうとしている。(以上「風の歌を聴け」) 
1973年の夏、設計事務所に勤める27歳の「女」と逢瀬を重ね、「ジェイズ・バー」に通い続けるが、散々ためらった後、ジェイに「街」から出ていくことを告げる。(以上「1973年のピンボール」) 
1977年、青森から原稿用紙200枚ほどの小説を僕に送りつける。
1978年、北海道から僕に羊の写真を送りつけ、それを人目につくところに出してほしいと頼む。「僕」はPR雑誌の広告にその羊の写真を使うことで右翼の大物(先生)にまつわる「羊を巡る冒険」に巻き込まれ、鼠は死に掛けた「先生」から抜け出し、鼠を宿主にしようとした「羊」に憑かれたまま自殺する。(以上、「羊を巡る冒険」) 
「鼠」という名前の由来は、明里千草によれば、映画真夜中のカーボーイでダスティ・ホフマンが演じたホームレス、"Ratso"(ラッツオ)から来ている。(『村上春樹の映画記号学』明里千草(2008))